# Loyle Carner
Benjamin Gerard Coyle-Larner, dit Loyle Carner, est un rappeur britannique, né le 6 octobre 1994 à Lambeth.
Son premier album, Yesterday's Gone, a été nommé pour le Mercury Prize en 2017.

## Discographie

### Albums studio
- Yesterday's Gone (2017)
- Not Waving, But Drowning (2019)
- Hugo (2022)
- hopefully ! (2025)

### Albums live
- Hugo reimagined: Live At The Royal Albert Hall (2024)